# كأس الاتحاد الإنجليزي 1953–54
كأس الاتحاد الإنجليزي 1953–54 (بالإنجليزية: 1953–54 FA Cup)‏ هو الموسم 73 من  كأس الاتحاد الإنجليزي. أقيم خلال الفترة 12 سبتمبر 1953 وحتى 1 مايو 1954، والذي يشرف على تنظيمه الاتحاد الإنجليزي لكرة القدم، وفاز فيه وست بروميتش ألبيون.